# Língua vectiana
O Vectiano (Þeliƿisc) é uma língua extinta recentemente descoberta por linguistas da Universidade de Ventnor ao encontrar manuscritos e inscrições na Ilha de Wight. 
Não há falantes da língua, mas há vestígios da mesma no dialeto da ilha em termos de pronúncia e vocabulário.

## Nome
A língua denominada Vectiano por causa do nome da ilha em Latim, Vectis ou Vecta. 

## Classificação
Os estudos iniciais pareciam indicar que a língua se originasse do inglês antigo, porém com análise mais aprofundada verificou-se que se tratava de uma língua isolada desenvolvida a partir do Jutish (Jutlandês Meridional)  oriundo da Dinamarca e norte da Alemanha, língua influenciada por nórdicos antigos e normandos

## Status
Moradores da Ilha de Wight interessados em reconstruir e reviver a língua têm trabalhado num dicionário e numa gramática, algo difícil pela escassez de fontes confiáveis.

## Escrita
A língua Vectiana usava o alfabeto latino sem as letras J, K, Q, V, Z. Usam-se as letras Æ, Ð, Ȝ, Þ.

## Vocabulário
- Helettun = Olá
- Fremun dæghod = Bom dia
- Fóremif béo ðu? = Como vai você?
- Hƿon íu þin icægem? = Como é tseu nome?
- Cunna ðu Englisc spræce? = Você fala inglês?
- Miti fléogþypur íu fula eac sælluris = Meu hovercraft iestá cheio de enguias

## Lígações externas
- História da língua de Wight
- Vectiano em Omniglot.com